# It Started with a Kiss
It Started with a Kiss is een nummer van de Britse soulband Hot Chocolate. Het is de derde single van hun zevende studioalbum Mystery uit 1982. Op 2 juli dat jaar werd het nummer op vinylsingle uitgebracht en in 1993 op cd-single.

## Achtergrond
It Started with a Kiss is een van de bekendste platen van Hot Chocolate. De single werd een grote hit op de Britse eilanden, in Oceanië en het Duitse en Nederlandse taalgebied. In thuisland het Verenigd Koninkrijk bereikte de plaat de 5e positie in de UK Singles Chart en in Ierland werd eveneens de 5e positie bereikt. 
In Nederland was de plaat op vrijdag 23 juli 1982 de 657e Veronica Alarmschijf op Hilversum 3 en werd een gigantische hit in de destijds drie landelijke hitlijsten op de nationale publieke popzender. De plaat bereikte de 6e positie in de  Nederlandse Top 40, de 7e positie in de Nationale Hitparade en zelfs de 3e positie in de TROS Top 50. In de Europese hitlijst op Hilversum 3, de TROS Europarade, werd eveneens de 3e positie bereikt.
In België bereikte de plaat de nummer 1-positie in de voorloper van de Vlaamse Ultratop 50 en de 6e positie in de Vlaamse Radio 2 Top 30. In Wallonië werd géén notering behaald.

## NPO Radio 2 Top 2000
| Nummer met noteringen in de NPO Radio 2 Top 2000 | '99  | '00 | '01  | '02  | '03  | '04  | '05  | '06  | '07  | '08  | '09 | '10  |
| ------------------------------------------------ | ---- | --- | ---- | ---- | ---- | ---- | ---- | ---- | ---- | ---- | --- | ---- |
| It Started with a Kiss                           | 1526 | -   | 1690 | 1280 | 1993 | 1522 | 1824 | 1552 | 1947 | 1692 | -   | 1867 |

1. ↑  Een '-' betekent dat het nummer niet was genoteerd en een vetgedrukt getal geeft de hoogste notering aan.
2. ↑  Deze tabel is bijgewerkt tot en met de meest recente editie (2024).